# 紹萊爾特海峽
64°30′S 62°50′W / 64.500°S 62.833°W
紹萊爾特海峽（英語：Schollaert Channel）是南極洲的海峽，位於帕默群島，處於布拉班特島和昂韋爾島之間，連接多爾曼灣和傑拉許海峽，在1898年由比利時探險隊發現和命名。